# غارسيا دي أورتا
كان غارسيا دي أورتا (أو غارسيا دورتا) (1501؟ - 1568) طبيبًا يهوديًا برتغاليًا في عصر النهضة السفاردي، وطبيب أعشاب (عشّاب) وعالم طبيعة. كان رائدًا في الطب الاستوائي وعلم الأدوية وعلم النبات الإثني، وكان يعمل بشكل أساسي في جوا ثم في إقليم برتغالي في الخارج. استخدم غارسيا دي أورتا نهجًا تجريبية لتحديد واستخدام الأدوية العشبية بدلًا من النهج التقليدي باستخدام المعرفة المُتلقاة. كان كتابه ماغنم أوبوس يتمحور حول الأدوية النباتية البسيطة (استخدام الأعشاب بمفردها) والأدوية ونُشر في عام 1563م في مجلة ندوات حول الأدوية النباتية البسيطة والأدوية في الهند، وهي أول مقالة عن النباتات الطبية والاقتصادية في الهند. ترجمها كارولوس كلوسيوس إلى اللغة اللاتينية واستُخدمت على نطاق واسع كنص مرجعي قياسي في النباتات الطبية. تُوفي غارسيا دي أورتا قبل بدء التحقيق القضائي في غوا ولكن في عام 1569 أُحرقت شقيقته على عمود لكونها يهودية بالسرّ واستنادًا إلى اعترافها استُخرجت رفاته في وقت لاحق وأُحرق مع التمثال. بنيت نصب تذكارية تقديرًا لمساهماته في كل من البرتغال والهند.

## حياته
ولد غارسيا دي أورتا في كاستيلو دي فيدي، على الأرجح في عام 1501، وهو ابن التاجر فيرناو (إسحق) دا أورتا وليونور غوميز. كان لديه ثلاث أخوات، فيولانت وكاتارينا وإيزابيل. كان والداهما من اليهود الإسبان، من فالنسيا دي الكانتارا، الذين لجأوا كما فعل كثيرون إلى البرتغال في وقت الطرد العظيم لليهود الإسبان على يد رييس كاتوليكوس فرديناند وإيزابيلا من إسبانيا في عام 1492. تحولوا قسرًا إلى الديانة المسيحية في عام 1497. صُنّفوا بطريقة مزرية على أنهم كريستوس نوفوس (مسيحيون جدد) ومارانوس »)خنازير«). حافظ بعض هؤلاء اللاجئين على إيمانهم اليهودي سرًا. كان أحد الجيران الودودين في كاستيلودي فيدي هو النبيل دوم فيرناودي سوزا، ملك لابروجا، الذي لربما يكون له أثر في إرسال والد غارسيا ابنه إلى الجامعة. أصبح ابن دوم فيرناو، مارتم أفونسو دي سوزا، شخصية رئيسية في أواخر حياته.
درس غارسيا الطب والفنون والفلسفة في جامعتي الكالا دي هيناريس وسلامانكا في إسبانيا. تخرج وعاد إلى البرتغال في عام 1525، بعد عامين من وفاة والده. مارس الطب لأول مرة في مسقط رأسه ومن عام 1526 فصاعدًا في لشبونة، حيث حصل على منحة تدريس في الجامعة في عام 1532. كما أصبح الطبيب الملكي لجون الثالث في البرتغال.
ربما بسبب خوفه من القوة المتزايدة لمحكمة التفتيش البرتغالية، تهرّب لحسن حظه من حظر هجرة المسيحيين الجدد، فأبحر متوجهًا إلى الهند البرتغالية مغادرًا تاجوس في مارس 1534 كرئيس الأطباء على متن أسطول مارتم أفونسو دي سوزا، الذي عُيّن لاحقًا حاكمًا. وصل إلى غوا في سبتمبر. سافر مع سوسا في حملات مختلفة، ثم في عام 1538، استقر في غوا حيث سرعان ما حظي بممارسة طبية هامة. كان طبيبًا لبرهان نظام شاه الأول من السلالة الحاكمة نظام شاهي لأحمد نجار، وفي نفس الوقت لعدة نواب في البرتغال وحكّام جوا. بينما كان غارسيا دي أورتا طبيب السلطان ومعلم اللغة البرتغالية لابنه الأمير، التقى وتناول العشاء عدة مرات مع الفارس رفيع المستوى للسلطان، فيرانجي خان. أعلن غارسيا دي أورتا أن قائد الفرسان انتهك في بعض الأحيان التوجيهات الدينية، بتناوله لحم الخنزير وشرب الخمر في هذه الولائم الخاصة. اعتنق فيرانج خان الإسلام لأسباب مادية على ما يبدو وكان له دور مهم للغاية في محكمة السلطنة، لكنه دعم الجمعيات الخيرية لمسيريكوردياس في العلاقات التي تربطه بالإمبراطورية البرتغالية (على الرغم من عمله كعدو متقطع للدولة إسلامية)، ووفقًا لأورتا «حث المسيحيين الآخرين على عدم التخلي عن مبادئهم». حتى أنه خطط العودة إلى مدينته الأصل في بلده (سبق العفو عنه من قبل نائب الملك أفونسودي نورونها). لم يكن فيرانجي خان لقبه الأصل (واسمه يعني حرفيًا »الأجنبي خان«). كان اسمه سانشو بيريس، المدفعي السابق (بومبارديرو) والبرتغالي والشخص الملائم لماتوسينوس. توفي في معركة في الهند.
منح ملك البرتغال من خلال نائب الملك دوم بيدرو ماسكارينهاس عقد إيجار مدى الحياة (مقابل سداد إيجار) إلى غارسيا دا أورتا مقابل آيلها دا بوا فيدا (»جزيرة الحياة الجيدة«) التي أصبحت جزءًا من بومباي. ربما حدث هذا في مكان ما بين سبتمبر 1554 ويونيو1555. الشرط الوحيد لعقد الإيجار هذا هو أنه كان عليه تحسين المكان. كان لديه منزل ملك مع حديقة كبيرة. ولربما امتلك مكتبة ممتازة هنا. وقفت هذا القصر ليست بعيدة عن مكان بناء قاعة مدينة بومباي. ربما ترك غارسيا المنزل لسيماو توسكانو. في وقت انتقال بومباي إلى الإنجليز، احتلت القصر دونا إيغنيز دي ميراندا، أرملة دوم رودريجو دي مونسانتو. في هذا المنزل، وُقّعت المعاهدة التي نُقلت بها بومباي إلى الإنجليزي من قبل همفري كوك في 18 فبراير 1665. يصف غارسيا الأشخاص حول باسين وتقاليدهم في كتابه.
على عكس بعض السير الذاتية المبكرة، تزوج غارسيا دي أورتا من ابنة عمه الثرية، برياندا دي سوليس، في عام 1543؛ كانت حياتهم الزوجية غير سعيدة، ولكن كان لهما ابنتين. في عام 1549، تمكنت والدته واثنان من أخواته، اللاتي سجنوا لكونهم يهودًا في شبونة، من الانضمام إليه في غوا. وفقًا لاعتراف أخو الزوجة بعد وفاتها، واصل غارسيا دي أورتا سرًا باستمرار تأكيد أن «قانون موسى كان هو القانون الحقيقي»، بمعنى آخر، وربما كصفة مشتركة مع آخرين من عائلته، بقي مؤمنًا يهوديًا. في عام 1565 افتُتحت محكمة استجواب في غوا. بدأ الاضطهاد النشط ضد اليهود واليهود السريين والهندوس والمسيحيين الجدد. توفي غارسيا في عام 1568، على ما يبدو دون أن يعاني بشكل خطير من هذا الاضطهاد، لكن شقيقته كاتارينا اعتُقلت كيهودية في العام نفسه وأُحرقت في سبيل اليهودية في غوا في 25 أكتوبر 1569. وأُدين غارسيا بعد وفاته باليهودية. استُخرج ترفاته وحُرقت مع تمثال ضمن طقس «أوتو دا فيه» في 4 ديسمبر 1580. كانوا من بين 342 مسيحيًا جديدًا متهمين بدعم اليهودية بالخفاء، حيث أُعدم 68 منهم بين عامي 1561 و1623. على الأرجح حُرقت كتبه أيضًا، وربما كان هذا السبب لعدم وجود نسخة من كتابه في غوا. مصير بناته غير معروف. خلال حياته، قُبض على أفراد عائلة أورتا، بما في ذلك والدته وأخواته، واستُجوبوا لفترة قصيرة في البرتغال، لكنهم على الأرجح كانوا محميين من قبل صديقه وداعمه، مارتيم أفونسودي سوزا، الذي كان الحاكم العام للهند البرتغالية من عام 1542 إلى 1545.

## الإرث
أثّرت أعمال غارسيا على عدد من الأعمال العشبية والنباتية في وقت لاحق بما في ذلك أعمال خوان فراجوسو ونيكولاس مونارديس وهندريك فان ريدي وجاكوبوس بونتيوس. سُمّيت حديقة «جارديم غارسيا دي أورتا» العامة في لشبونة، وكذلك المدرسة الثانوية «إيسكولا سيكونداريا غارسيا دي أورتا» في بورتو ومشفى «هوسبيتال غارسيا دي أورتا» في ألمادا تخليدًا لذكراه.
في غوا، سمّيت حديقة البلدية (التي بنيت عام 1855) في العاصمة بانجيم باسم «غارسيا دي أورتا» تخليدًا لذكراه. وتقع مقابل ساحة المدينة الرئيسية والتي تضم أيضًا الكنيسة العظيمة لسيدتنا العذراء التي جُدّدت في عام 2010.
أصدرت البرتغال عام 1963 ختمًا بريديًا باسم غارسيا دي أورتا. وفي عام 1971، حملت الورقة البنكية الـ20 لإيسكودوس صورة لغارسيا دي أورتا.